# Jean Hippolyte Marchand
Jean Hippolyte Marchand (Parigi, 21 novembre 1883 – Parigi, 1940) è stato un pittore, incisore e illustratore francese.
Nato come pittore post-impressionista, seguì poi la corrente cubista e fu vicino al Bloomsbury Group. 

## Biografia
Jean Hippolyte Marchand nacque a Parigi e studiò all'École des Beaux-Arts di Parigi sotto la guida di Léon Bonnat dal 1902 sino al 1906.
Nel 1910 cominciò ad esporre a Parigi nei Salon:
- "Salon des indépendants".[2]
- "Salon d'Automne.[3]
- "Section d'Or".[4][5]
- E contemporaneamente a Londra, dove il suo quadro "Nature morte aux bananes" fu esposto alle Grafton Galleries nella mostra Manet and Post-Impressionism, manifestazione organizzata da Roger Fry sempre nel 1910, cui seguì nel 1912 una seconda esposizione, anch'essa presso le Grafton Galleries, promossa da Fry e da Clive Bell. Fry e Bell erano peraltro consiglieri delle Grafton Galleries.

In quel primo periodo Marchand si esprimeva secondo lo stile post-impressionista e il noto collezionista inglese Samuel Courtauld (1876-1947) comprò alcune sue tele. Questo primo inaspettato successo spinse il giovane Marchand ad accostarsi ai membri del Bloomsbury Group e della "Section d'Or". Conseguentemente, a contatto con i giovani artisti del cubismo, il suo post-impressionismo cedette all'esperienza cubista, alla quale egli aderì, ma in modo non totale. Marchand, quindi, fu un pittore certamente cubista, ma con una certa moderazione, quasi con prudenza, il che contribuì a definire il suo particolare stile. 
Al termine della prima guerra mondiale, oltre alle opere pittoriche, Marchand produsse anche numerose incisioni in legno e diverse litografie per illustrare delle edizioni di prestigio. Fu quindi anche un abile ed affermato illustratore.
Marchand sposò l'artista Sonia Lewitska (1880-1937), pittrice e curatrice di stampe, ma la coppia si separò nel 1925.
Jean Hippolyte Marchand morì cinquantasettenne a Parigi, nel 1940, all'inizio della seconda guerra mondiale.

## Alcune opere
- Il lago, 1910
- La sorgente, 1911
- Ferrovie in Russia, 1911
- Veduta di Mosca, 1911

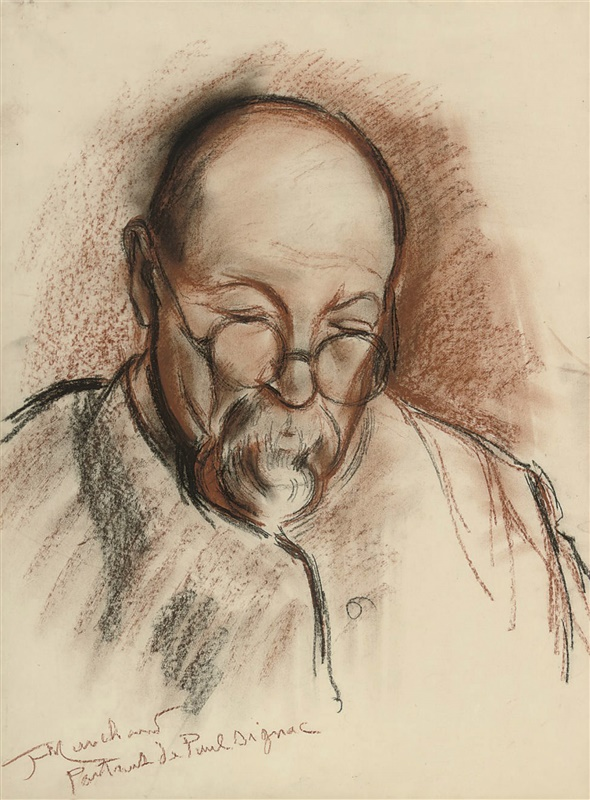
Ritratto di Paul Signac

- Natura morta con frutti e vaso di fiori, 1912
- Paesaggio di Céret, 1912
- Piazza della Libertà a Céret, 1913
- Ragazza dal viso pensieroso, 1914
- Maternità, 1921
- Angelina, 1923
- Paesaggio a Vence, 1927
- Ritratto di Paul Signac, 1930
- Giovane con la treccia
- Paesaggio con olivi
- Donna lasciva
- La siesta di Henriette Tirman
- La sera
- Emigrante
- Casa di campagna
- Autoritratto

## Voci correlate

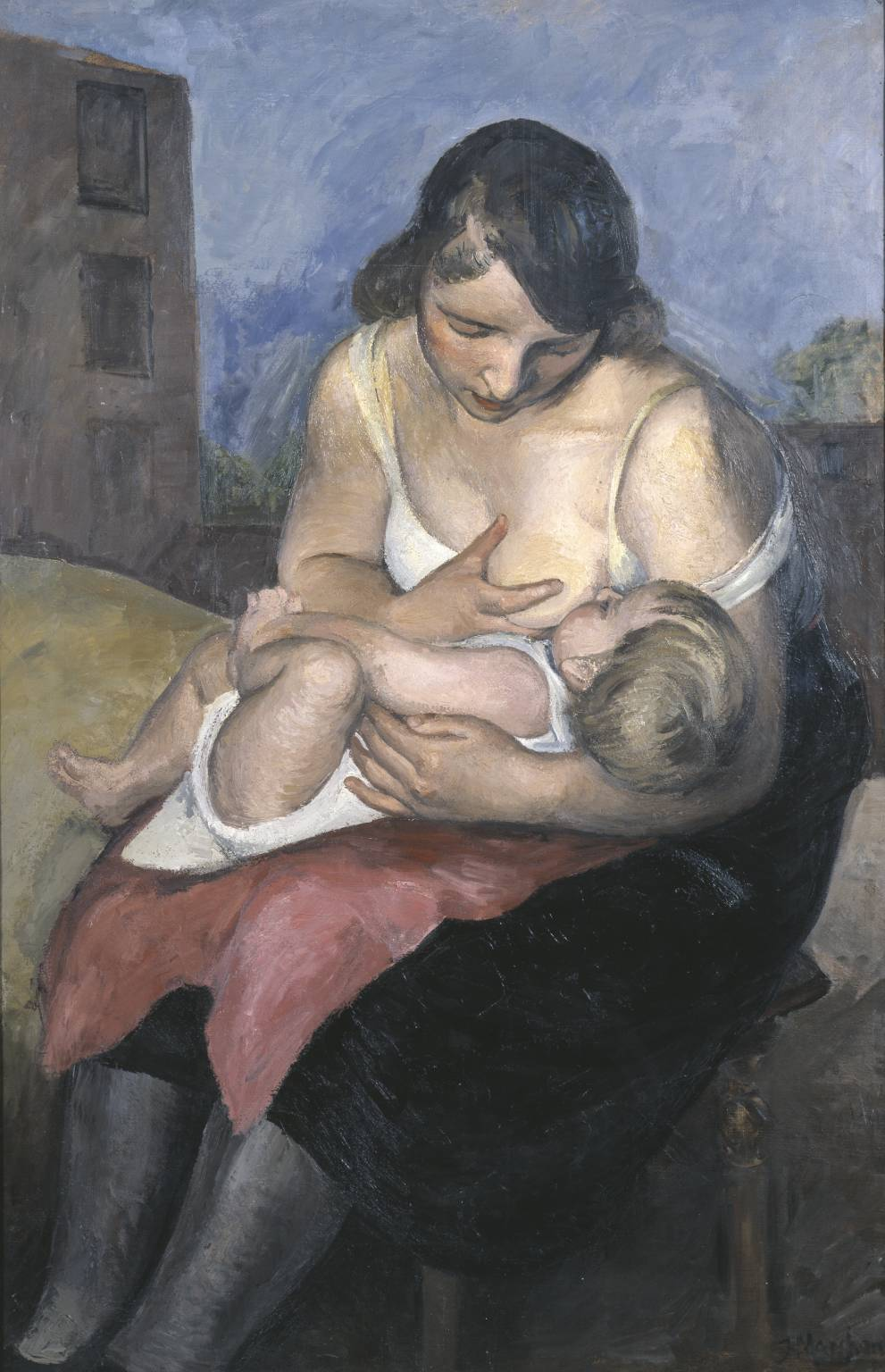
Maternità

### Illustrazioni di testi
- San Francesco d'Assisi, Le Cantique du soleil, 1918 - riedito nel 1929
- Paul Claudel, Le Chemin de la Croix, 1919 - riedito nel 1945
- René-Jean, Vingt-six reproductions de peintures et dessins, "Nouvelle Revue française", 1920
- Henry Malherbe, Le Jugement dernier, Edizioni della Sirène, 1920
- Paul Valéry, Le Serpent, Ediz. Eos, 1926, con Sonia Lewitska
- Paul Valéry, Le Cimetière marin, Ediz. La Centaine, 1927
- Paul Valéry, Lettre à Madame C..., Ediz. Grasset, 1928
- La légende de Mélusine..., Ediz. Boivin, 1927
- Francis de Miomandre, Grasse, Ediz. Émile-Paul frères, 1928
- Charles Maurras, Inscriptions, 1931
- Catherine Pozzi, Peau d'âme, Ediz. Corrêa, 1935
- Jean Cocteau e Bertrand Guégan (1892-1943), L'almanach de Cocagne pour l'an 1920-1922, Dédié aux vrais Gourmands Et aux Francs Buveurs[8]

E infine opere di:
- Albert Marquet, Paul Signac, Suzanne Valadon, Henriette Tirman, Pierre Laprade, Louis Latapie, e altri.

## Galleria d'immagini
Ritratti e figure femminili

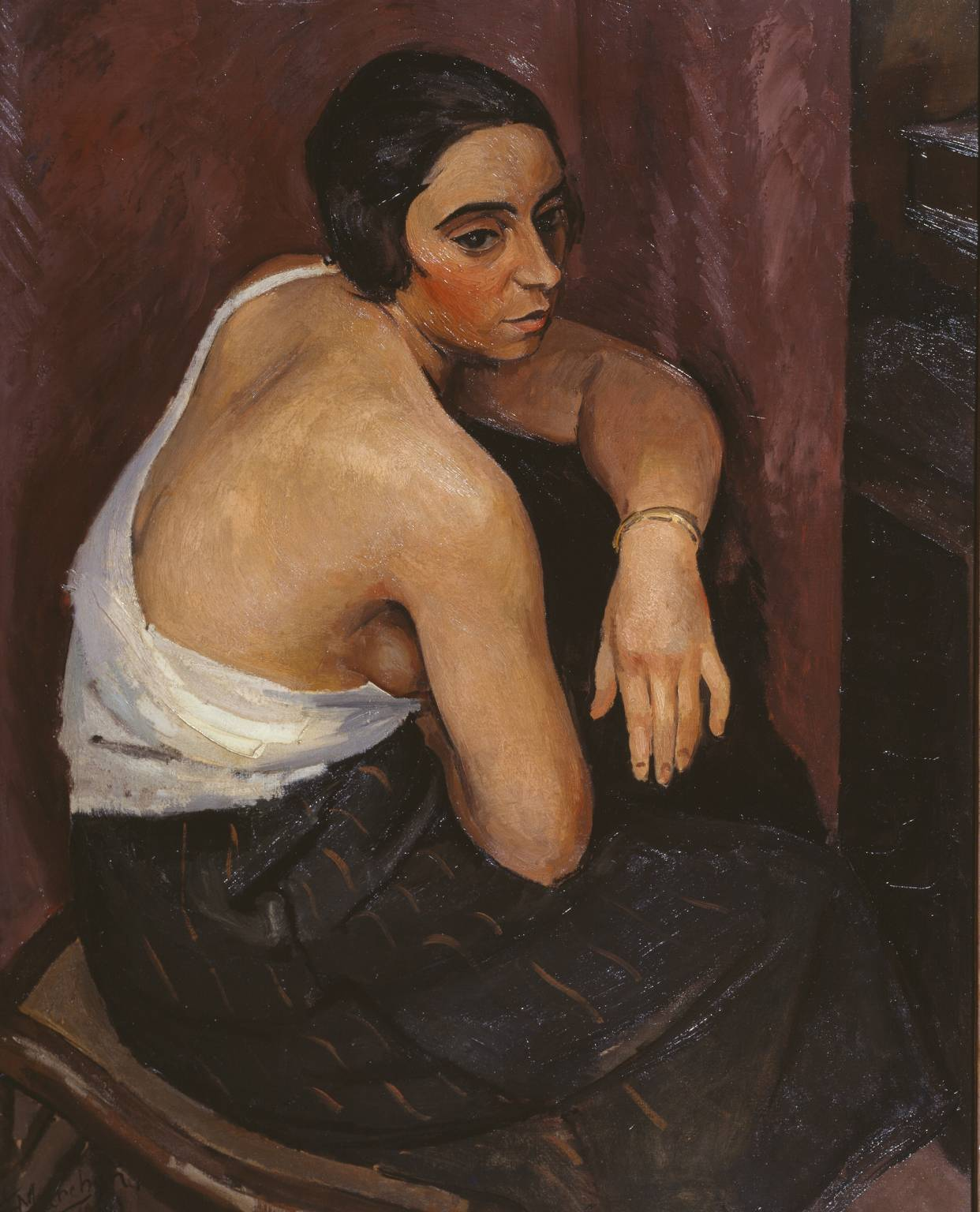
Angelina, 1923
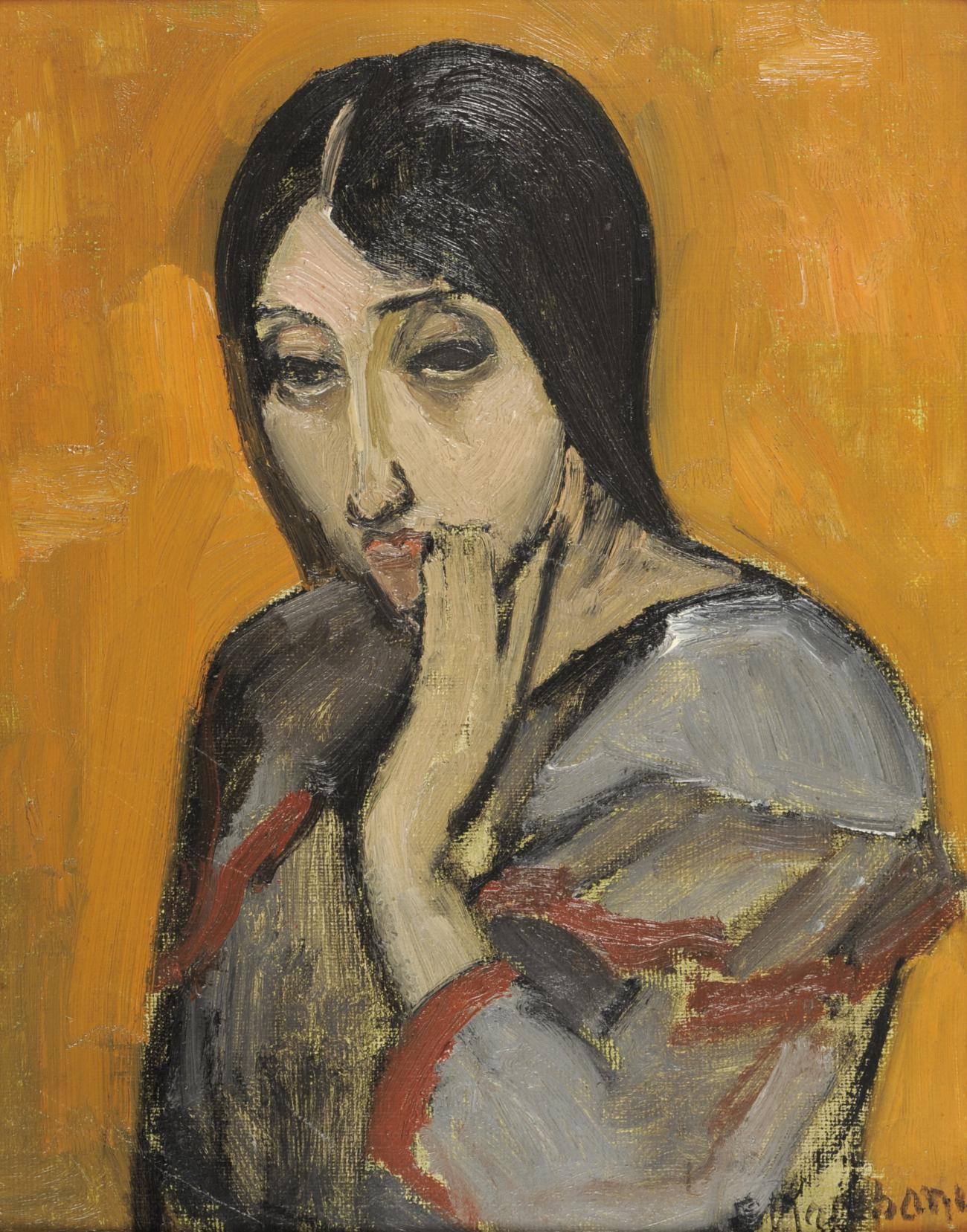
Ragazza con la treccia
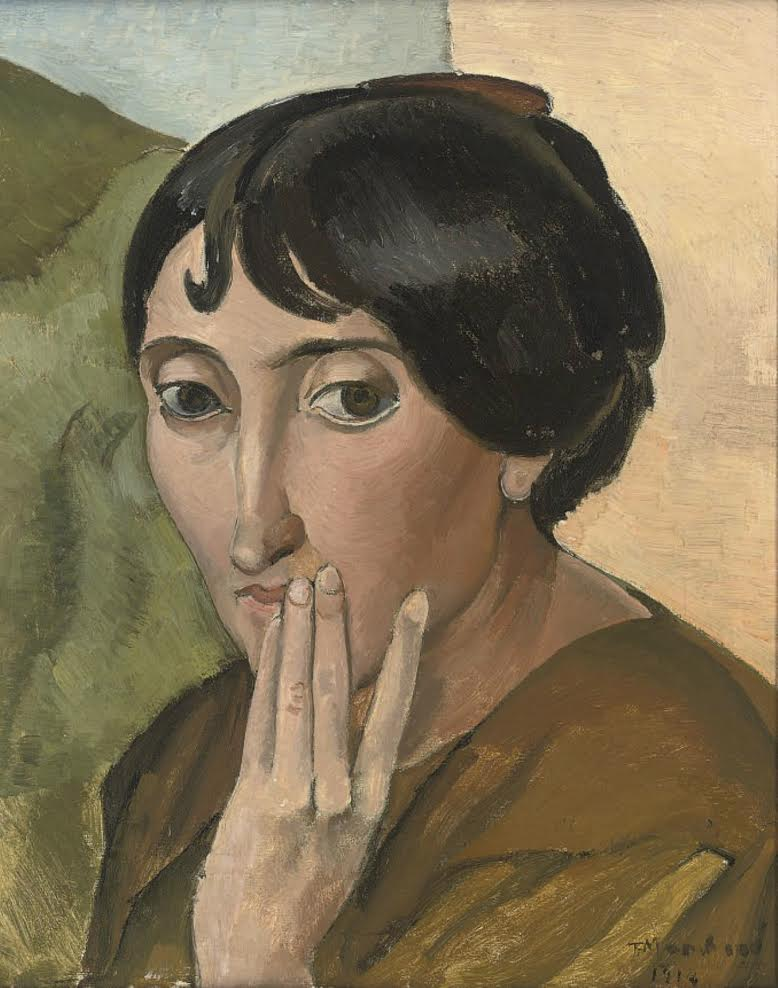
Viso pensieroso, 1914
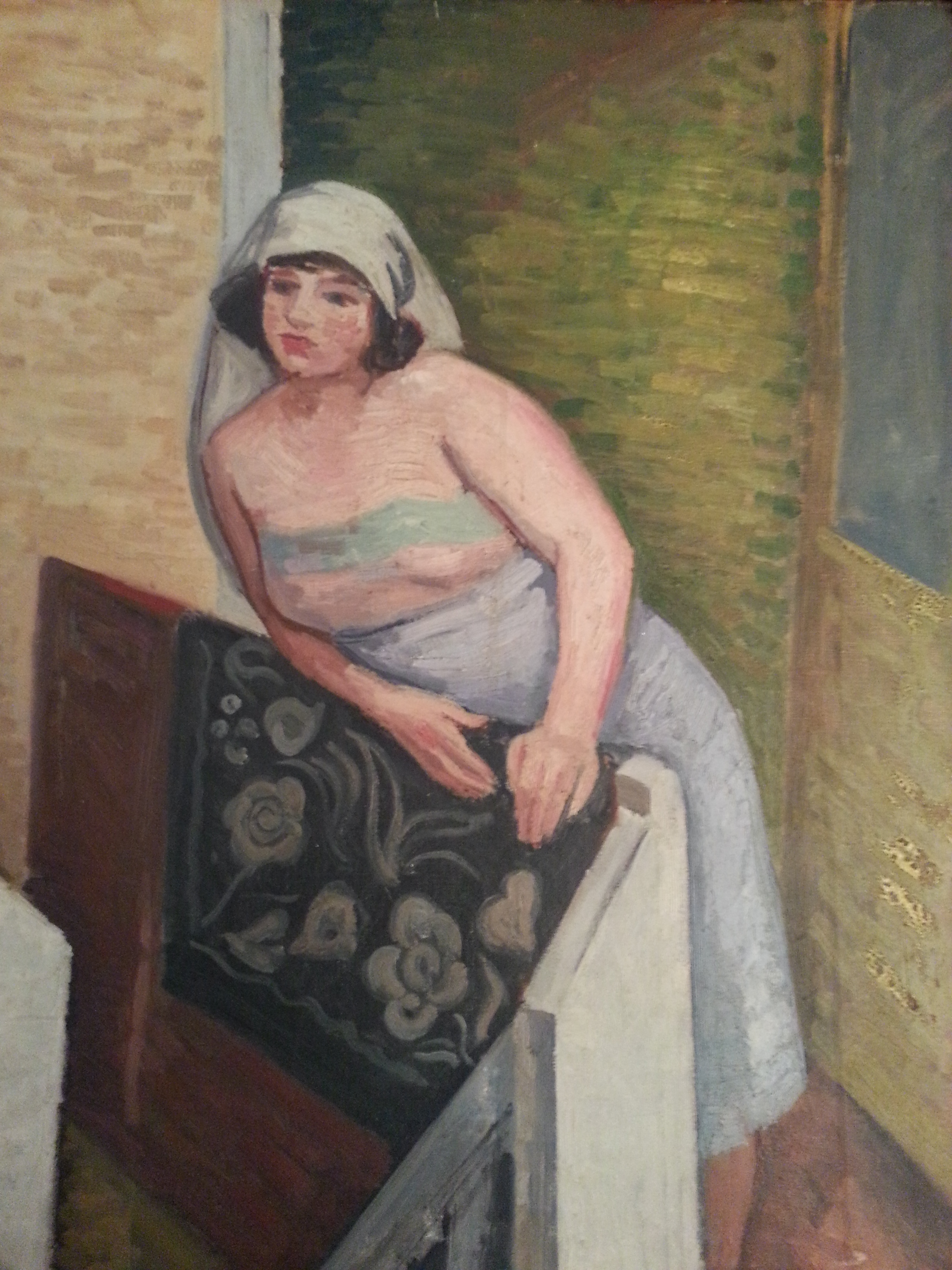
Donna lasciva
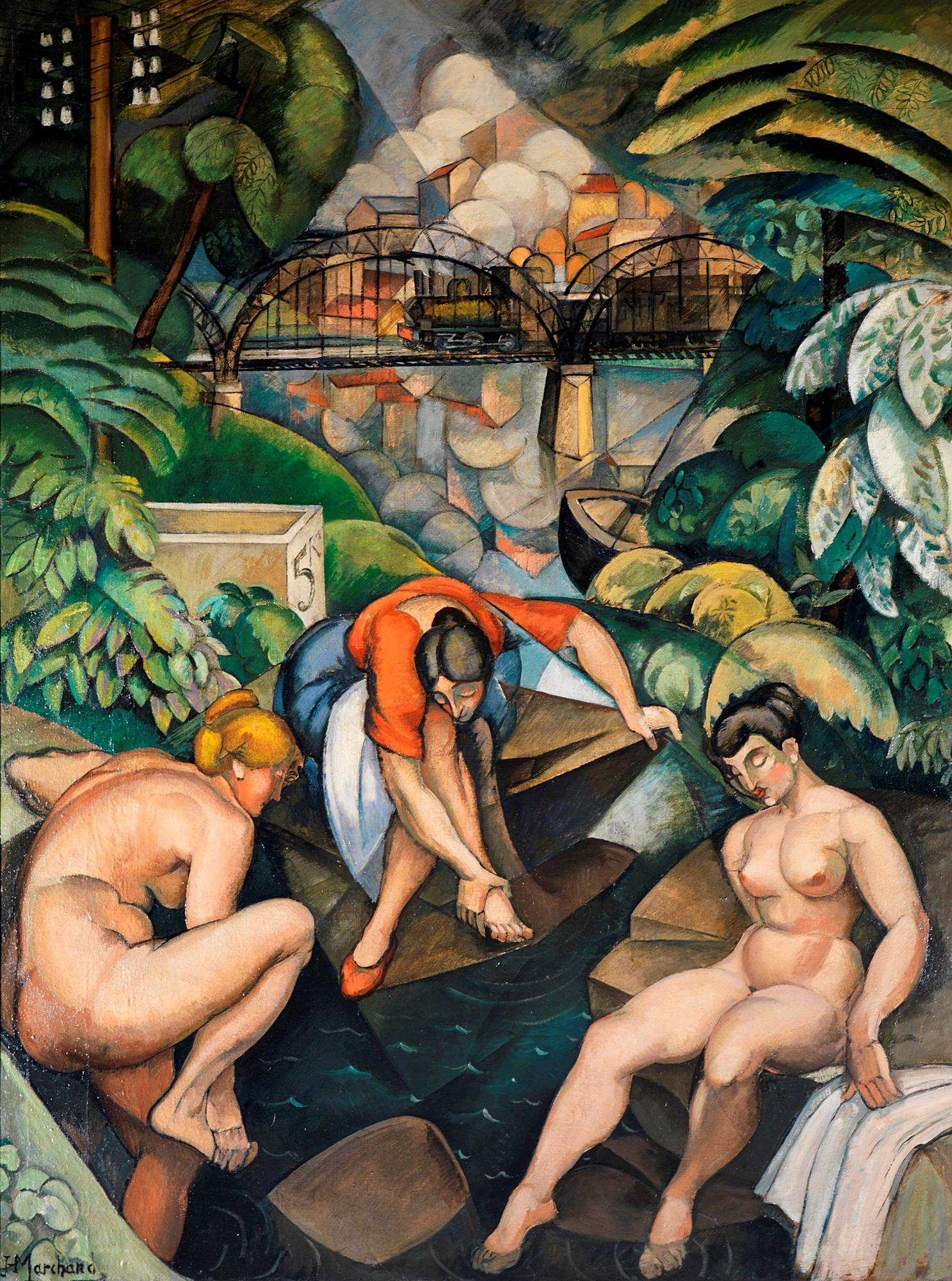
La sorgente, 1911

Paesaggi

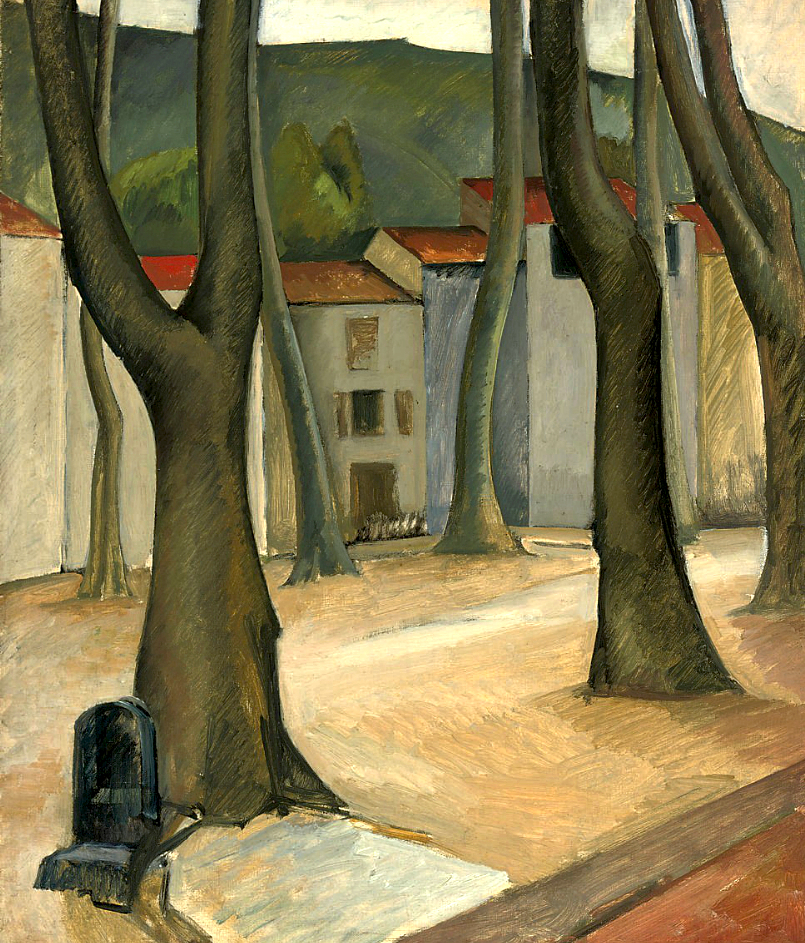
Piazza di Céret
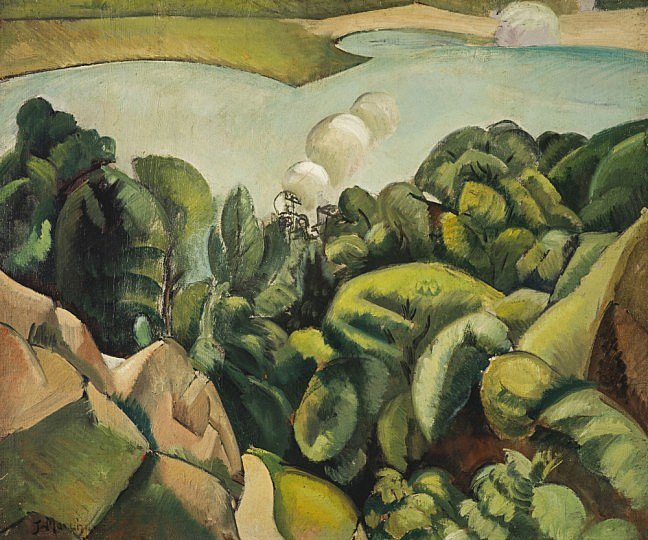
Il lago, 1910
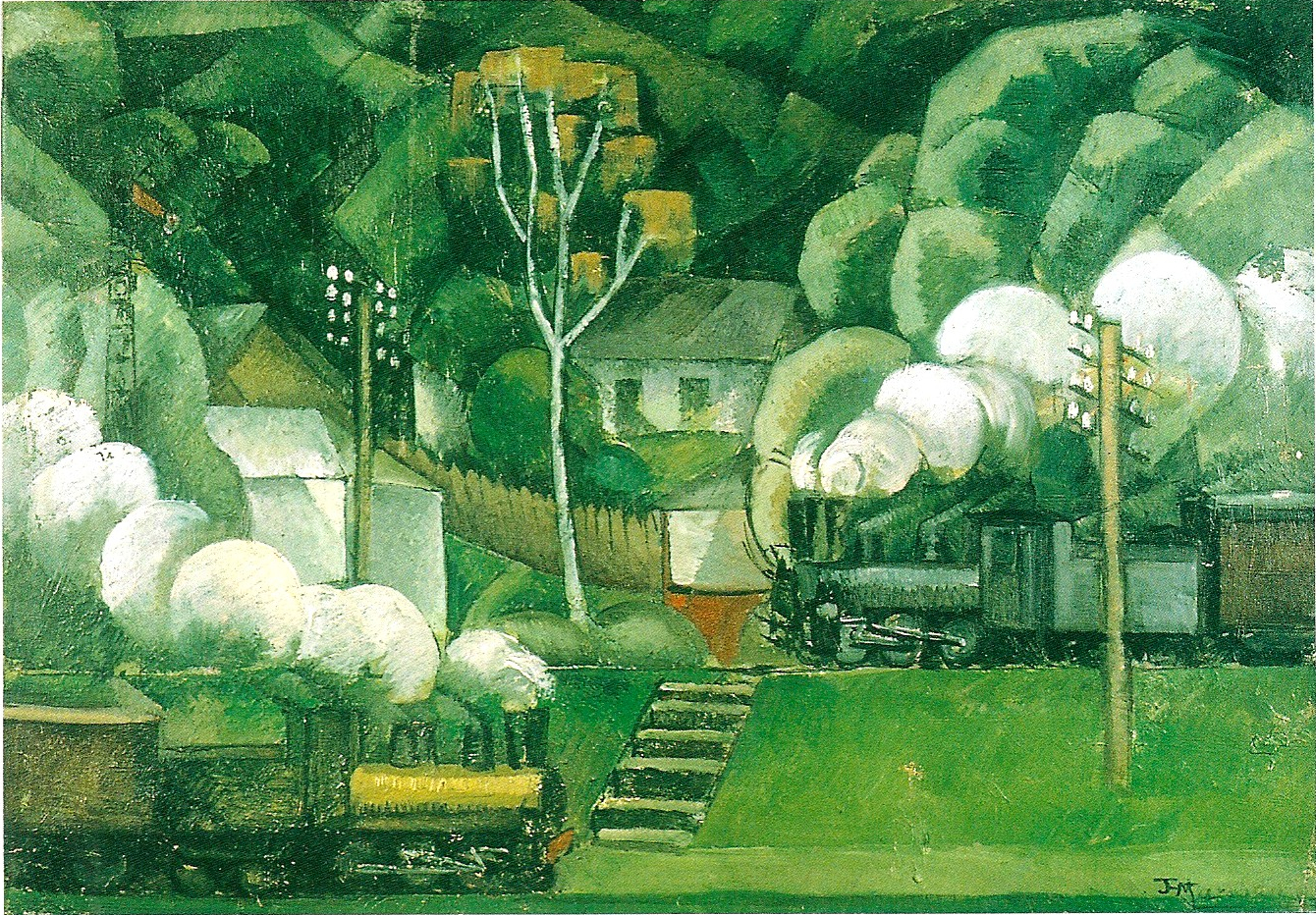
Ferrovie in Russia, 1911
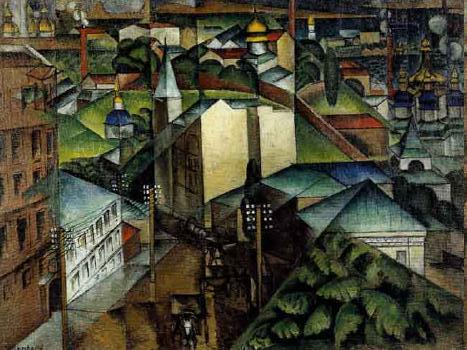
Veduta di Mosca, 1911